# Jellyfish Entertainment
Jellyfish Entertainment (koreanisch 젤리피쉬엔터테인먼트) ist ein südkoreanisches Musiklabel und Unterhaltungsunternehmen, das von dem Komponisten und Produzenten Hwang Se-jun in Seoul, Südkorea gegründet wurde.
Bei Jellyfish Entertainment stehen die Solokünstler Park Yoon-ha, Seo In-guk und Sung Si-kyung und die Boygroup VIXX, dessen Subgruppe VIXX LR und die Girlgroup Gugudan unter Vertrag. Die Agentur managed aber auch einige Schauspieler wie Julien Kang, Park Jung-ah, Choi Ji-na, Jiyul, Kim Ye-won und Park Jung-soo.

## Geschichte

### 2007–2012: Gründung und Erste Künstler
Jellyfish Entertainment Co., Ltd. wurde am 17. August 2007 in Seoul von dem Komponisten und Produzenten Hwang Se-jun gegründet. Der erste Artist, der dort unter Vertrag stand, war der Balladen Sänger Sung Si-kyung, der die Single Parting Once Again (한번 더 이별) veröffentlichte. Ein Jahr später nahm das Label Lisa und Park Hak-ki unter Vertrag.
Im November 2008 nahm Jellyfish Entertainment den Sänger Park Hyo-shin unter Vertrag, welcher auf dem Album Hwang Project Vol.1 Welcome To The Fantastic World zu hören war. Im darauf folgenden Jahr traten die Super Star K Kandidaten Seo In-guk und Lee Ji-hoon Jellyfish Entertainment bei.
Im Dezember 2010 kollaborierten alle Jellyfish Entertainment Artisten für das Jelly Christmas Album. Im Dezember 2011 kollaborierten Sung Si-kyung, Brian Joo, Seo In-guk, Park Hak-ki, Park Jang-hyun und
yHwang Project nochmal für das Jelly Christmas Album.

### 2012–2015: Gründung von VIXX

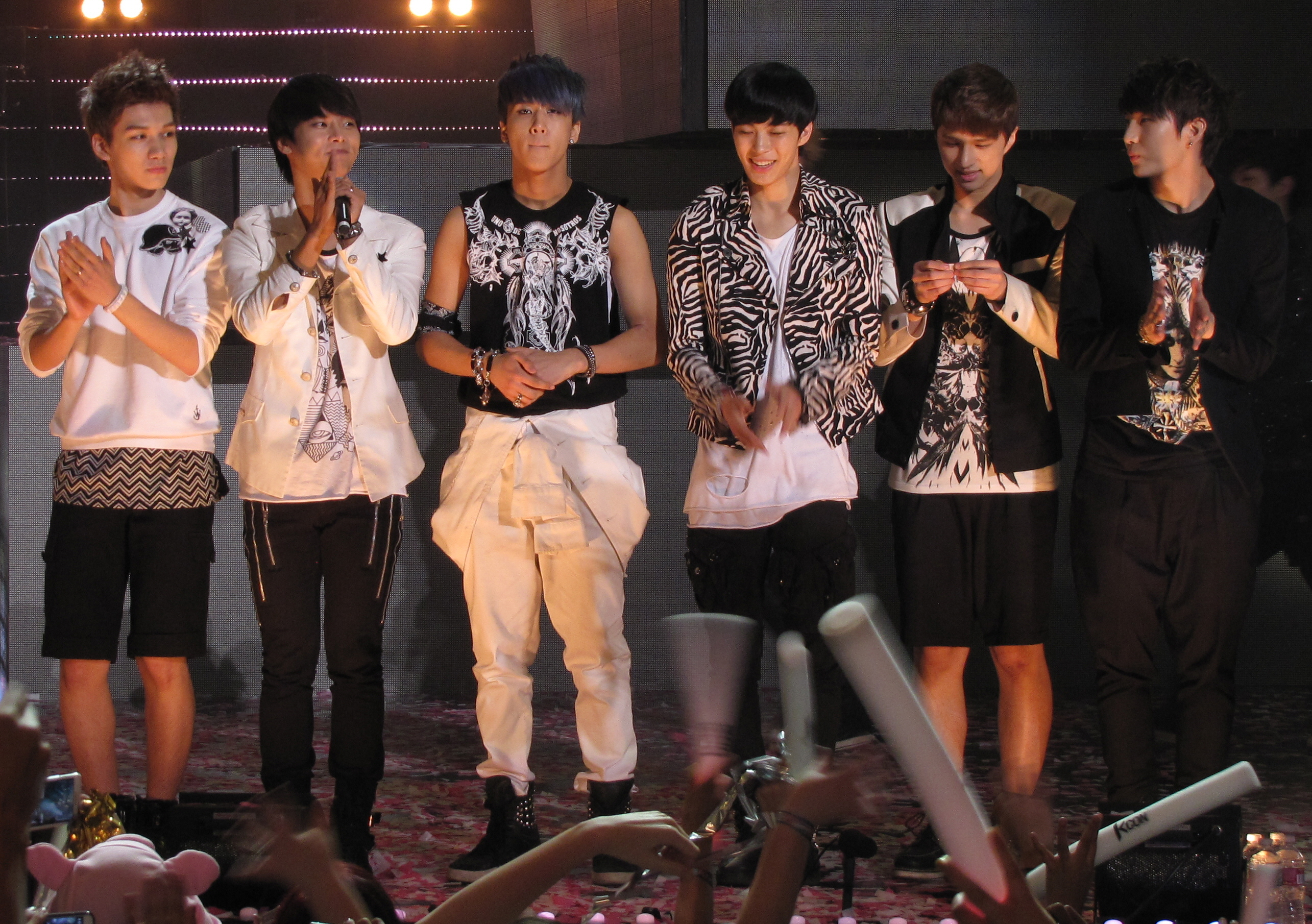
VIXX auf der KCON 2012

Am 24. Mai 2012 machte die erste Boygroup des Labels, VIXX, mit der Single Super Hero auf M! Countdown ihr Debüt, nachdem sie Teilnehmer der TV Show MyDOL waren. Im Juni desselben Jahres veröffentlichte Lee Seok-hoon von SG Wonderland die Single The Beginning of Love als Teil von Hwang Se-jun's Y.Bird from Jellyfish Island Projekt. Am 12. September gab Jellyfish Entertainment ihr erstes Livekonzert Jellyfish Live im Zepp DriverCity in Tokyo, Japan. Im Dezember gaben Park Hyo-shin und Sung Si-kyung ein Konzert in Seoul. Die Artisten von Jellyfish Entertainment kollaborierten auch wieder für das Jelly Christmas 2012 Heart Project, dessen Einnahmen an The Salvation Army Korea gingen.
Im Februar 2013 veröffentlichten Seo In-guk und Verbal Jint mit Y.Bird from Jellyfish Island die Single I Can't Live Because of You und im Oktober VIXX und OKDAL die Single Girls Why?.
2014 wurden Jellyfish Entertainment Partner mit CJ E&M Music Performance Division.
Im Juli 2015 unterschrieb der K-pop Star 4 Kandidat Park Yoon-ha einen Exklusivvertrag bei Jellyfish Entertainment. Im darauf folgenden Monat machte die erste Subgruppe von VIXX, VIXX LR, bestehend aus den VIXX Mitgliedern Leo und Ravi ihr Debüt. Am 15. Dezember wurde die Jelly Christmas 2015 EP  mit der Titel Single Love In The Air (사랑난로) veröffentlicht. Seo In-guk, VIXX, Park Jung-ah und Park Joon-ah waren auf der EP zu hören.

### 2016-Heute: Gründung von Gugudan

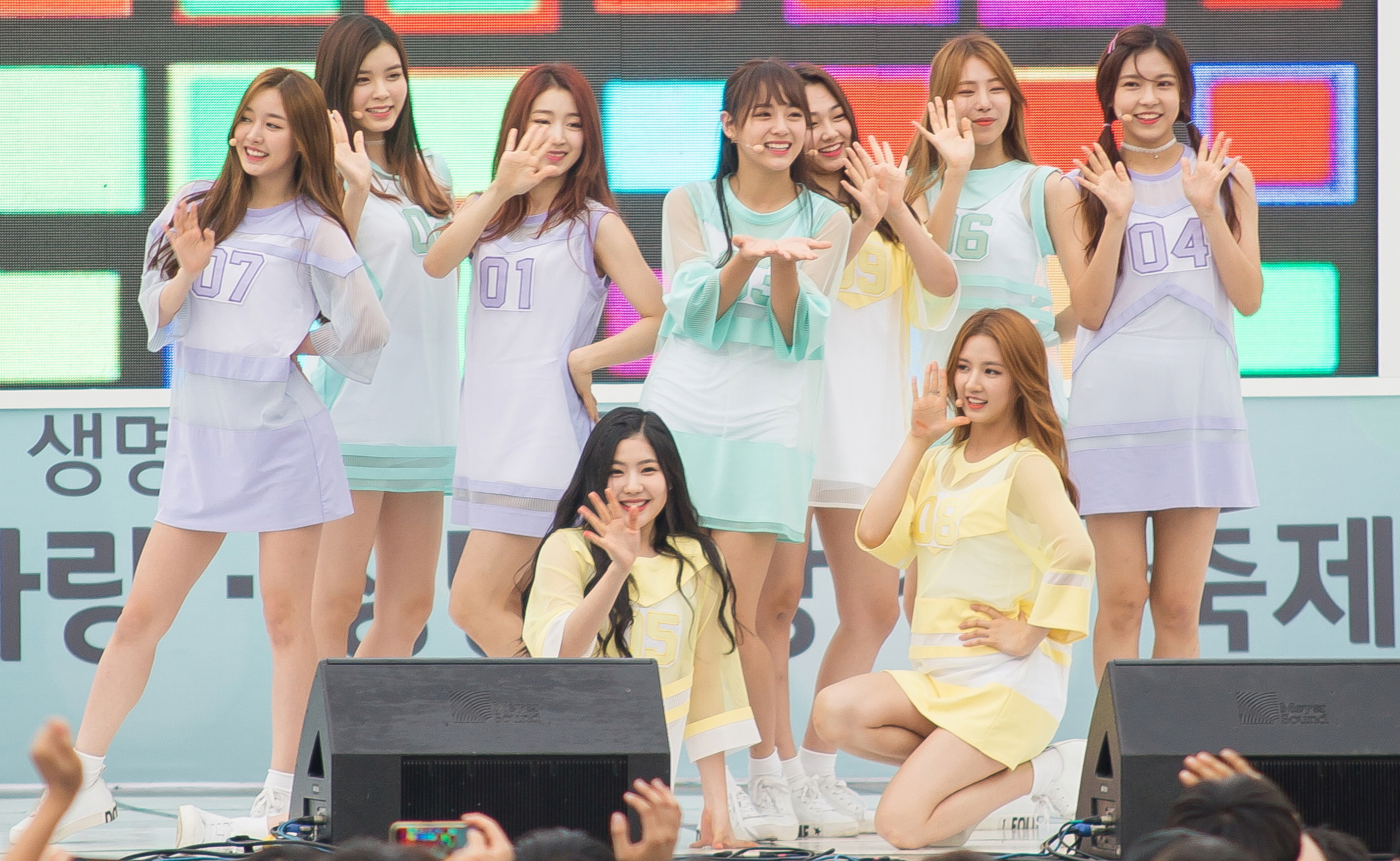
Gugudan am 4. September 2016

Vom 18. Dezember 2015 bis zum 1. April 2016 repräsentierten die Trainees Kim Na-young, Kang Mi-na und Kim Se-jeong Jellyfish Entertainment in der TV Castingshow Produce 101. Kang Mi-na und Kim Se-jeong kamen bis ins Finale und machten ihr Debüt als Teil des Jahres Projekt I.O.I. Es wurde bekannt gegeben, dass sie nach der Arbeit an I.O.I ihr offizielles Debüt als Mitglieder der ersten Girlgroup der Agentur machen werden.
Am 3. Juni 2016 gaben Jellyfish Entertainment die Veröffentlichung ihres neuen Musikprojekts Jelly Box bekannt. Jelly Box folgt dem gleichen Prinzip wie dem vorherigen Projekt Y.Bird from Jellyfish Island und soll sowohl die Künstler des Labels als auch Kollaborationen mit anderen Musikern enthalten.
Am 28. Juni 2016 machte die neunköpfige Girlgroup Gugudan ihr Debüt.
Im August 2016 verließ Park Hyo-shin nach achtjähriger Zusammenarbeit die Agentur.
Im Oktober 2016 gab Jellyfish Entertainment bekannt, dass Jiyul (ehemaliges Mitglied der Girlgroup Dal Shabet) einen Vertrag mit der Agentur unterzeichnet habe, um ihre Schauspielkarriere zu verfolgen.
Im November 2016 trat das ehemalige Jewelry Mitglied Kim Je-won Jellyfish Entertainment als Schauspielerin bei.
Am 13. Dezember 2016 veröffentlichte Jellyfish Entertainment das Jelly Christmas 2016 Single-Album mit dem Titel Song Falling (니가 내려와) als Teil von Jelly Christmas und ihrem anderen Musik Projekt Jelly Box. Mitgewirkt haben Seo In-guk, VIXX, Gugudan, Park Yoon-ha, Park Jung-ah, Kim Gyu-sun, Kim Ye-won und Jiyul.
Seit dem 7. April 2017 wird der Trainee Yun Hee-seok das Label in der zweiten Staffel der Castingshow Produce 101 vertreten.

## Künstler

### Musiker

#### Solokünstler
- Sung Si-kyung
- Seo In-guk
- Park Yoon-ha
- Ravi
- Sejeong

#### Gruppen
- VIXX
- Gugudan
- VeriVery

#### Subgruppen
- VIXX LR

#### Studio
- Hwang Se-jun (YellowBIRD/Y.BIRD)
- MELODESIGN

#### Trainees
- Yun Hee-seok (Kandidat in Staffel 2 von Produce 101)

#### Schauspieler/Schauspielerinnen
- Julien Kang
- Park Jung-ah
- Park Ye-jin
- Kim Sun-young
- Park Jung-soo
- Lee Jong-won
- Gong Hyun-joo
- Jung Kyung-ho
- Choi Ji-na
- Song Yi-woo
- Kim Gyu-sun
- Lee A-rin
- Kim Tae-yun
- Baek Seo-e
- Jeon Dong-seok
- Jiyul
- Kim Ye-won

Quelle:

## Ehemalige Künstler und Trainees

### Ehemalige Künstler
- Park Hyo-shin (2008–2016)
- Kim Hyeong-jung (2008–2009)
- Lee Ji-hoon (2009)
- Kyun Woo (2010)
- Lisa (2008–2010)
- Park Hak-ki (2008–2011)
- Park Jang-hyun (2011)
- Brian Joo (2010–2012)
- Lee Seok-hoon (SG Wannabe) (2012–2013)
- Ko Yoon (Schauspieler, 2016)
- Yu Se-hyeong (Schauspieler, 2016)

### Ehemalige namhafte Trainees
- Ro Nak-hun (MyDOL, Demion)[41]
- Shin Yoon-chul (MyDOL, Topp Dogg)[42]
- Lee Dae-won (MyDOL, OFFROAD)[43]
- Park Kyung-ri (Nine Muses)
- Kim Jin-wook (HeartB)
- Park Bo-ram[44]
- Lee Hae-in (I.B.I)
- Lee Su-hyun (I.B.I)
- Choi Hyung-geun  (Snuper)

## Diskografie

### Projekt Alben

#### Jelly Christmas
- Jelly Christmas (2010)
- Jelly Christmas 2011
- Jelly Christmas 2012 Heart Project
- 겨울 고백 (Jelly Christmas 2013)
- Jelly Christmas 2015 – 4랑
- Jelly Christmas 2016

#### Y.Bird from Jellyfish Island
- Y.Bird from Jellyfish Island with Lee Seok Hoon (2012)
- Y.BIRD from Jellyfish Island With Seo In Guk (2013)
- Y.BIRD from Jellyfish Island With VIXX & OKDAL (2013)
- Y.BIRD from Jellyfish with LYn X Leo (2014)

### Projekte
- Jelly Box

### Soundtracks
- The Legend of the Blue Sea: Original Soundtrack (2017)

## Konzerte
- Jellyfish Live (Japan, 2012)[6][7]
- Y.Bird from Jellyfish Island Showcase (2013)

## Filmografie
- 2012: MyDOL – Realityshow, die die Gründung und den Prozess des Debüts der ersten Boyband des Labels, VIXX, verfolgte.[45][46]

## Partnerschaften

### Südkorea
- CJ E&M Music Performance Division
- LOEN Entertainment

### Japan
- CJ Victor Entertainment (VIXX) (2012–Heute)
- Nippon Crown (Seo In-guk) (2013–Heute)

### China
- Tencent QQ (VIXX) (2015–Heute)

### Taiwan
- Avex Taiwan (VIXX, Gugudan) (2015–Heute)